# Fourons
 (mai 2011).
Si vous disposez d'ouvrages ou d'articles de référence ou si vous connaissez des sites web de qualité traitant du thème abordé ici, merci de compléter l'article en donnant les références utiles à sa vérifiabilité et en les liant à la section « Notes et références ».
Fourons ou les Fourons (en néerlandais : Voeren, en allemand : Fuhren, en limbourgeois : Voere, en wallon : Foron) est une commune à facilités de Belgique située en Région flamande dans la province de Limbourg, dont elle est une exclave entourée par les Pays-Bas et la province de Liège de laquelle elle fut détachée le 1er septembre 1963 à la suite de la fixation de la frontière linguistique en Belgique.
Elle dispose du statut de « commune à facilités » pour sa population francophone, comme c'est le cas pour une vingtaine d'autres communes belges.
La commune s'étend sur 50 km2 et compte un peu plus de 4 400 habitants. Certaines estimations donnent environ 39 % de francophones (les recensements linguistiques sont interdits en Belgique depuis le 24 juillet 1961). Le dernier recensement fut effectué en 1947.

## Histoire

### Origines
Tout le long du Moyen Âge et jusqu'à la fin de la Trêve de douze ans en 1661, Mouland, Fouron-le-Comte et Fouron-Saint-Martin faisaient partie du comté de Dalhem avant d'être intégrés aux Provinces-Unies. Fouron-Saint-Pierre était une terre libre d'Empire appartenant à l'ordre Teutonique, et ce jusqu'en 1795 et son intégration par la France révolutionnaire au département de l'Ourthe. Teuven et Rémersdael étaient terre du duché de Limbourg avant d'être aussi intégrés en 1795 au département de l'Ourthe. Pour rappel, le territoire de ce duché n'est pas celui de la province belge actuelle du Limbourg qui elle, excepté une partie des Fourons, faisait partie alors de la Principauté de Liège.
Lors de l'indépendance de la Belgique, le 4 octobre 1830, Fourons faisait partie de la province de Liège. La province de Limbourg de l’époque faisait, quant à elle, entièrement partie du nouveau Royaume. 
Mais le Traité des XXIV articles, signé à Londres le 19 avril 1839, partage le Limbourg, désormais province belge de Limbourg et province néerlandaise de Limbourg.

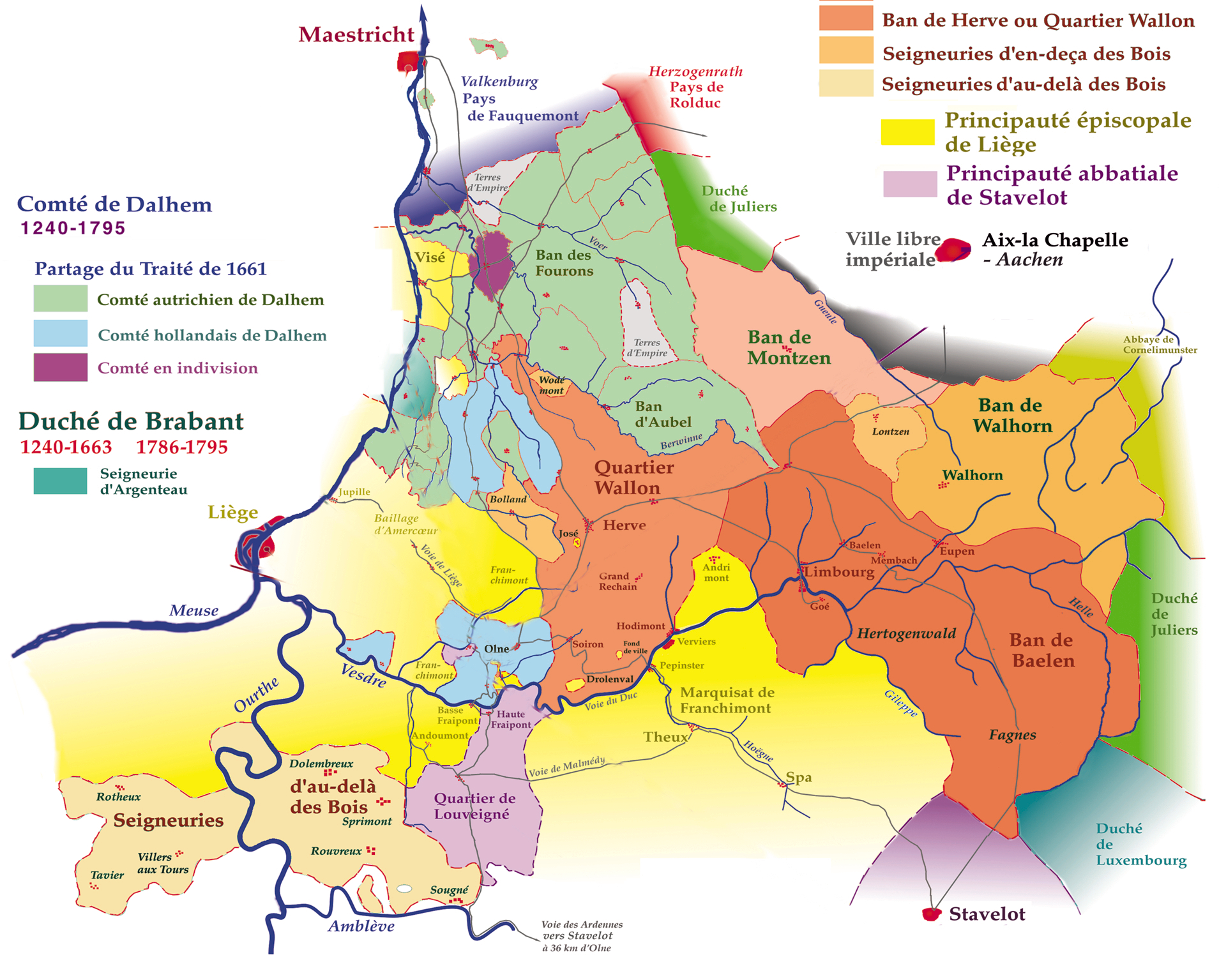
Carte du duché de Limbourg.
Carte de la principauté de Liège.

### Passage à la province de Limbourg
Le 8 novembre 1962, les travaux de la commission ont abouti à la loi sur la fixation de la frontière linguistique proposée par le ministre de l'Intérieur, Arthur Gilson, selon laquelle les Fourons seraient officiellement néerlandophone avec facilités linguistiques pour la communauté francophone, mais resterait une partie de la province de Liège (francophone). La même solution a été proposée pour les communes de Mouscron et Comines-Warneton où les municipalités resteraient une partie de la province de Flandre-Occidentale (néerlandophone) mais deviendraient des municipalités francophones avec des facilités linguistiques pour les néerlandophones,.
Après un débat acharné au Parlement, cette proposition de loi a été approuvée, mais sous réserve de l'amendement introduit par Paul Gruselin qui voulait transférer les villes flamandes à majorité francophone de Comines-Warneton et Mouscron à la province du Hainaut (francophone) et, à titre de compensation, transférer la région des Fourons à la province du Limbourg (néerlandophone),,.
Pour comprendre cette réaction spontanée des socialistes liégeois et mouscronnois, il faut tenir compte du fait que tout le monde ou presque, à l'époque, considérait que l'on parlait un patois néerlandophone dans les Fourons et que, par conséquent, leurs habitants accepteraient volontiers ce changement. Si donc, il y a eu échange, ce n'est qu'au niveau des principes, puisque les 75 000 habitants de Mouscron-Comines apportaient un siège de député tandis que les 4 000 habitants des Fourons étaient loin d'en valoir autant.
Ce passage de Liège au Limbourg a été mal accueilli par de nombreux habitants en raison de la dépendance de la région vis-à-vis de Liège. Les francophones, en particulier, font campagne pour que la région revienne à la province de Liège. Tout comme à Comines-Warneton et Mouscron où une grande majorité souhaite rester avec la Province de Flandre-Occidentale ou à tout le moins devenir une nouvelle province francophone avec la ville de Tournai, le Tournaisis, parce qu'ils s'identifient comme des Flamands francisés, ayant partagé une histoire avec les autres régions de l'ancien comté de Flandre et se sentant culturellement plus proches de la Flandre française que la province de Hainaut.
Le rattachement à la province du Limbourg fut effectif le 1er septembre 1963 à la suite de la fixation définitive de la frontière linguistique en Belgique cette même année.

### Régions et communautés
La première réforme de l’État belge entrée en vigueur le 24 décembre 1970, délimita et créa les différentes communautés, régions administratives et régions linguistiques. Fourons fit alors officiellement partie de la communauté flamande, fut située dans la région flamande et dans la région de langue néerlandaise de Belgique.

## Héraldique
|  | La commune possède des armoiries qui lui ont été octroyées le 9 décembre 1988. Ce sont celles du Brabant-Limbourg, déjà utilisées par Fouron-le-Comte mais dans le bon ordre et avec le lion à deux queues du Limbourg. La majeure partie de la commune actuelle faisait historiquement partie des duchés de Brabant et du Limbourg. Blasonnement : Écartelé au premier et quatrième d'argent, au lion de gueules, armé et couronné d'or, qui est de Limbourg ; au deuxième et au troisième de sable, au lion d'or, armé et lampassé de gueules qui est de Brabant. Source du blasonnement : Heraldy of the World. |

## Géographie
Le territoire se confond avec la vallée de la Voer, qui se jette en rive droite de la Meuse à Eijsden (Maastricht, Pays-Bas).
La commune est entourée de communes de la province de Liège (Visé au sud et à l'ouest, Dalhem et Aubel au sud, et Plombières à l'est), sauf au nord où passe la frontière belgo-néerlandaise.
La commune est le point d'entrée du gazoduc Fouron-le-Comte - Blaregnies qui transporte le gaz norvégien de la Mer du Nord d'Est en Ouest.
| Eijsden-Margraten (nl) |               | Gulpen-Wittem (nl) |
| Visé                   | Fourons       | Plombières         |
| Visé                   | Dalhem, Aubel |                    |

### Localités
La commune comprend les six anciennes communes suivantes, dites « des » Fourons :
- Fouron-le-Comte ('s-Gravenvoeren)
- Fouron-Saint-Martin (Sint-Martens-Voeren, Cent-Meate en Platdütsch)
- Fouron-Saint-Pierre (Sint-Pieters-Voeren, Cent-Pietesch en Platdütsch)
- Mouland (Moelingen)
- Rémersdael (Remersdaal, Rebievå en wallon, Remejdel en Platdütsch)
- Teuven (Tööve en Platdütsch)

### Caractéristiques
La commune fait partie de la province belge de Limbourg mais en est territorialement séparée par la province du Limbourg néerlandais. C'est en effet une exclave limbourgeoise dans la province de Liège.
Elle est la seule partie de la province du Limbourg flamand se trouvant sur la rive droite de la Meuse, « Outre Meuse ».

## Démographie
- Source : DGS [15]

## Problèmes linguistiques
Historiquement, les habitants parlaient la langue locale, un dialecte limbourgeois connu localement sous le nom de Platdütsch. Ce dialecte, qui est également parlé dans les communes wallonnes voisines (de) (Baelen, Plombière et Welkenraedt), a été reconnu en 1990 par la Communauté Française.
La langue administrative en vigueur depuis l'instauration de l'État belge en 1830 fut le français.
Au cours du XXe siècle, les habitants adoptèrent progressivement soit le néerlandais, soit le français.
Bien que le recensement linguistique soit interdit en Belgique depuis le 24 juillet 1961, on peut réaliser une estimation via les élections communales et du CPAS. Le dernier recensement fut le recensement de 1947.

## Politique
Aux élections communales, la majorité francophone avait coutume de l'emporter, ce qui provoquait des tensions régulières avec le pouvoir provincial néerlandophone de tutelle (la commune dépend de la province de Limbourg depuis le 1er septembre 1963) et la minorité néerlandophone ; les querelles remontaient parfois au sommet puisque c’est le problème de José Happart qui a causé la chute du sixième gouvernement Martens le 21 octobre 1987.[réf. souhaitée] Il avait gagné les élections communales et avait été proposé comme bourgmestre. Mais ne connaissant pas le néerlandais, sa nomination dans une commune flamande a été annulée par le Conseil d'Etat qui, au travers d'une interprétation juridiquement douteuse de l'article 4 de la constitution belge, proclamant l'existence de régions linguistiques et malgré l'avis de la population des Fourons, considérait la connaissance du néerlandais comme essentielle. C’est Nico Droeven, membre du même parti que Happart mais qui connaissait le néerlandais, qui a obtenu le poste. José Smeets lui succéda en 1994.[réf. souhaitée]

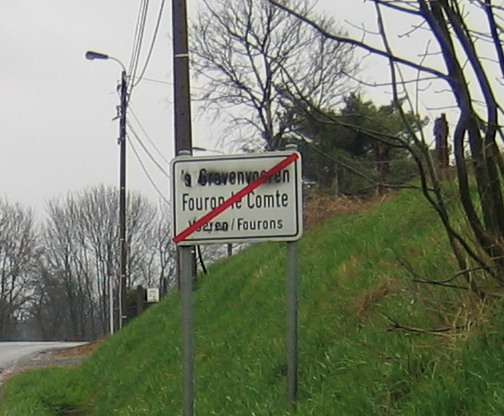
Panneau indicateur dont les mentions en néerlandais sont vandalisées.

Lors des élections communales du 8 octobre 2000, c’est le parti flamand qui a gagné d’un siège sur le parti wallon « Retour à Liège » grâce aux voix des Fouronnais de la communauté néerlandaise. Cependant, aux élections pour le Centre public d'action sociale (CPAS/OCMW) de la même année, « Retour à Liège » a conservé la majorité du fait que pour ce vote les Néerlandais ne pouvaient participer alors que, pour les municipales, le droit de vote actif et passif avait été accordé pour la première fois aux citoyens des autres États membres de l’UE habitant dans la commune. Dans le cas des Fourons il s’agissait surtout de Néerlandais qui, en raison de leurs affinités linguistiques ont voté pour le parti flamand. Il a fallu cependant plus de six mois avant que Huub Broers pût devenir le premier bourgmestre flamand des Fourons. Les membres du parti Retour à Liège voulaient faire reconnaître l’invalidité des élections du fait que le Marnixring (association d’activistes flamingants) avait cherché à influencer les élections en distribuant des petits cadeaux aux Néerlandais parmi lesquels un abonnement gratuit au quotidien Het Belang van Limburg. C’est une interview avec Bep Mergelsberg dans le quotidien néerlandais De Limburger qui l’a révélé.
Aux élections communales de 2006 les néerlandophones ont fortifié leur majorité récente avec 60,8 % des voix contre 39,2 % pour les francophones. Ces chiffres semblent montrer que la liste Voerbelangen attire une partie des voix francophones. Le nombre des Néerlandais a aussi augmenté jusque 26 % et les jeunes francophones se cherchent de plus en plus des maisons dans les villages voisins.
En 2006 la représentation des Belges francophones dans les Fourons à un peu plus de 46 % des habitants belges fouronnais (voir tableau ci-dessous, élections du CPAS 2006) et un peu moins de 39 % des habitants en totalité (voir tableau ci-dessous, élections communales 2006). Comme avant la détermination officielle de la frontière linguistique (1963), le territoire appartenait à la province de Liège, la population locale parlait le dialecte limbourgeois mais avait coutume d’employer le français en parlant avec des francophones et le néerlandais en parlant avec des néerlandophones.[réf. nécessaire] En 1963, les Fouronnais maniaient généralement quatre langues (limbourgeois-néerlandais-français-allemand).[réf. nécessaire] En 2007, on parle néerlandais, français ou limbourgeois. Du côté des francophones, seules les personnes de plus de 45 ans parlent encore en limbourgeois.[réf. nécessaire] Le limbourgeois ne se transmet plus aux jeunes « francophones » malgré le fait que la majorité de cette jeunesse francophone est de souche pure limbourgeoise et porte des noms limbourgeois. Du côté des néerlandophones, une partie de la jeunesse se parle encore en limbourgeois, au vu de la migration de Flamands d'autres provinces et de Néerlandais.[réf. nécessaire]
En 2018, Carles Puigdemont donne son soutien aux francophones des Fourons. Aux élections de 2018 pour la première fois, il n'y a pas de baisse de résultats de la liste francophones qui obtient environ 37% au conseil communal et 47% au conseil du CPAS.

### Évolution des résultats des élections communales
| Année       | Voerbelangen (VB) | %     | Sièges | Retour à Liège | %     | Sièges | Électeurs présents | Nuls ou blancs |
| ----------- | ----------------- | ----- | ------ | -------------- | ----- | ------ | ------------------ | -------------- |
| 1976        | 998               | 36,99 | 5      | 1699           | 63,01 | 10     | 2750               | 53             |
| 1982        | 1034              | 36,37 | 5      | 1739           | 61,17 | 10     | 2843               | 70             |
| 1988        | 1083              | 39,07 | 6      | 1610           | 58,08 | 9      | 2772               | 79             |
| 1988 (CPAS) | 1080              | 38,96 | 3      | 1523           | 54,94 | 6      | 2772               | 79             |
| 1994        | 1129              | 42,96 | 7      | 1398           | 53,20 | 8      | 2628               | 101            |
| 1994 (CPAS) | 1147              | 43,64 | 4      | 1295           | 49,27 | 5      | 2628               | 186            |
| 2000        | 1604              | 51,25 | 8      | 1433           | 45,78 | 7      | 3130               | 93             |
| 2000 (CPAS) | 1140              | 44,25 | 4      | 1328           | 51,55 | 5      | 2576               | 108            |
| 2006        | 1898              | 59,52 | 9      | 1226           | 38,44 | 6      | 3189               | 65             |
| 2006 (CPAS) | 1233              | 49,67 | 5      | 1164           | 46,90 | 4      | 2482               | 85             |
| 2012        | 1866              | 63    | 10     | 1095           | 37    | 5      |                    |                |
| 2012 (CPAS) | 1184              | 52,9  | 5      | 1053           | 47,1  | 4      |                    |                |
| 2018        | 1838              | 63,1  | 10     | 1075           | 36,9  | 5      | 3024               | 111            |
| 2018 (CPAS) | 1182              | 53,4  | 5      | 1033           | 46,6  | 4      | 2340               | 125            |

## Personnalités

### Personnalités nées aux Fourons
- Pierre de Schiervel (1783-1866), gouverneur
- Winand Heynen (1835-1916), homme politique
- Paul Cerfontaine (1864-1917), biologiste
- Marcel Kerff (1866-1914), coureur cycliste
- Jean Ulrici (-1982), homme politique local
- Joséphine Wolfs (1908-?), résistante pendant la seconde guerre mondiale[23]
- Charles Vandenhove (1927-2019), architecte
- Lucien Spronck (1931-1989), joueur de football
- Léon Semmeling (1940-2024), joueur de football
- Jean-Louis Xhonneux (1949), homme politique local
- Huub Broers (1951), homme politique local
- Jacky Debougnoux (1954), joueur de football
- Jan Nyssen (1957), géographe
- Patrick Aussems (1965), joueur de football

### Personnalités liées aux Fourons
- Jules Goffin (1897-1943), médecin et résistant durant la seconde Guerre Mondiale[24]
- José Happart, homme politique.
- Joseph Hick, enseignant.

## Jumelage
La commune est jumelée avec  Vellerat (Suisse) depuis le 10 septembre 1983. Malgré un désaccord sur l'utilisation des logos, l'actuelle majorité communale ne semble pas avoir rompu le jumelage avec Vellerat.